# کولدواتر (میزوری)
کولدواتر (به انگلیسی: Coldwater) یک منطقهٔ مسکونی در ایالات متحده آمریکا است که در شهرستان وین، میزوری واقع شده‌است. کولدواتر ۱۴۹٫۰۵ متر بالاتر از سطح دریا واقع شده‌است.